# Richard Grey (4e baron Grey de Codnor)
Pour les articles homonymes, voir Richard Grey et Grey.
Richard Grey (v. 1371 – 1er août 1418), 4e baron Grey de Codnor, chevalier de l'ordre de la Jarretière, est un militaire et diplomate anglais.
En 1400, Grey est nommé amiral de la flotte royal, et gouverneur du château de Roxburgh. En 1402, il négocie avec le chef gallois Owain Glyndŵr pour libérer le baron Reginald Grey. Il est nommé justicier du Sud du Pays de Galles en 1403, poste qu'il occupe jusqu'en 1407 et, de 1404 à 1413 sert comme Lord Chambellan. Vers 1404, il est fait chevalier de l'ordre de la Jarretière. Le 2 décembre 1405, Grey est nommé lieutenant du Sud du Pays de Galles, mais il quitte rapidement ce poste le 1er février 1406. En 1407, il devient connétable du château de Nottingham et garde-forestier de la forêt de Sherwood, et en 1413 gouverneur de Fronsac en Aquitaine.
À partir de 1412, Grey participe à des missions diplomatiques. En 1413, il essaie de négocier un mariage entre le roi Henri V, et Anne, fille de Jean sans Peur. En 1414, il négocie cette fois un mariage entre Henri et Catherine de France. En août 1415, il négocie une trêve avec Robert Stuart (1er duc d'Albany), régent du Royaume d'Écosse, et est peu après nommé gardien des Marches écossaises. En 1418, il est nommé gouverneur du château d'Argentan en Normandie.
Grey mourut en 1418, peut-être en France, et fut enterré à Aylesford dans le Kent.